# Angel d’Or

Eine Flasche Angel d’Or.

Angel d’Or ist ein mallorquinischer Orangenlikör aus dem Tal Sóller mit einem Alkoholgehalt von 28 Volumenprozent.

## Herkunft
Das Anbaugebiet der Orangen, die für den Likör verwendet werden, ist das Tal von Sóller auf Mallorca, ein traditionelles Orangenanbaugebiet. Hier werden schon seit Jahrhunderten Orangen angebaut, die im milden mallorquinischen Klima hervorragend gedeihen. Sóller verfügt mit dem Ortsteil Port de Sóller über einen direkten Zugang zum Mittelmeer.

## Herstellung
Hauptbestandteil der Angel-d’Or-Rezeptur sind Orangen- und Orangenschalen-Destillate. Hierfür werden die Orangen direkt vor Ort in der Ölmühle Can Det gewaschen und dünn geschält. Anschließend werden die Orangenschalen zur Mazeration nach Rinteln transportiert. Die geschmacksbestimmende Aufmischung und Abfüllung erfolgt auf Mallorca bei Licoristas Reunidos Mallorquines S.L.
Für die Herstellung von Angel d’Or werden ausschließlich Orangen aus dem Tal von Sóller verwendet, geschmacksgebend ist die Sorte Canoneta. Der Likör ist seit 2006 auf dem europäischen Markt erhältlich.

## Namensgebung
Seinen Namen verdankt Angel d’Or dem goldenen Engel auf der zentralen Kirche Sóllers.